# Loukozoa
A Loukozoa (a görög λουκος, mélyedés szóból) az eukarióták egyes rendszerezéseiben használt feltételezett taxon, tagjai a Metamonada és a Malawimonadea. Az Ancyromonadida a csoport közeli rokona, vagy a teljes csoport, mely vagy a Metamonada testvércsoportja. Az Amorphea e csoportban jelenhetett meg a Malawimonada testvéreként.
Nagyrészt aerob fajokból álló csoport.

## Történet
Eredetileg tagjai az Anaeromonadea és a Jakobea voltak. Cavalier-Smith 2003-ban gyenge bizonyítékot talált arra, hogy a Loukozoa parafiletikus sok taxonból kinyert 18S rRNS-fa alapján, 2004-ben a Loukozoát a Cabozoa Excavata csoportjába sorolta, 3 csoportja a Percolozoa, az Euglenozoa és a Metamonada volt.
2003-ban Cavalier-Smith használta a Loukozoa kifejezést, és az Eozoa csoportba helyezte, de 2005-ben Adl a csoportot a Malawimonas nemzetségre és a Jakobidára bontotta. Ennek ellenére később is megjelentek tanulmányok, melyekben a Loukozoa mint rendszertani csoport szerepelt.

### Taxonómia
2010-ben a Jakobida mellett a Malawimonas voltak tagjai. Cavalier-Smith ez ősi, nagyrészt aerob törzs mellett ekkor a nagyrészt szintén aerob, de leszármazott Percolozoa és a szekunder anaerob Metamonada törzseket különböztette meg az Excavatában, melyek mitokondriumai mitoszómákká vagy hidrogenoszómákká alakultak, és elvesztették genomjukat; és feltételezte, hogy nincs olyan eukarióta, melynek anaerob életmódja ősi jelleg.
2013-ban 3 altörzsből állt, ezek az az Eolouka (Tsukubea és Jakobea), a Metamonada és a Neolouka (Malawimonas).
Cavalier-Smith 2018-ban az Eoloukát a Loukozoából a Discoba csoportba helyezte, majd azt önálló törzsként az Excavatába helyezte.
Mivel az eukarióták közös őse valószínűleg a Loukozoában vagy a Discobában van, e csoportokat az első eukariótákról szóló információk miatt tanulmányozzák.

## Morfológia
A kortikális alveolusok a Loukozoa mitokondriális eredéseiben jelenhettek meg kortikális merevítő sejtvázelemekként. Ezek előnyei a nagyobb és komplexebb szerkezetű sejtek lehetősége volt, ezek Cavalier-Smith szerint „pszeudofitoplanktonikus” kétostorú élőlényekben jelenhettek meg, melyek még endoszimbionta cianobaktériumokkal rendelkeztek, nem valódi plasztisszal, beleértve a később kloroplasztiszt fejlesztő és növényekké fejlődő élőlényeket is.
A Parabasalia costájával homológ C-szállal rendelkezik, a homológia miatt a Parabasalia ősének feltehetően volt costája, melyet több különböző tagja is elvesztett molekuláris fák alapján.
Kortikális mikrotubulussávjai az Eopharyngia csoportéihoz hasonlóak, ez levezetett állapot, mely valószínűleg azután jelent meg, hogy az ősük bélparazita lett, és mindenhol volt tápanyaga. Mivel a bélben élt, sejtszája megszűnt.

## Jelentőség

### Az eukarióták eredete
A Loukozoa a Scotokaryota legkorábban elkülönült ága lehet, a Podiata testvércsoportja. Mivel két, egymással tompa szöget bezáró divergens centrióluma van, Cavalier-Smith 2003-ban feltételezte a Metamonada és a Percolozoa négyostorú fenotípusai ostorduplikációval történő fejlődése függetlenségét, megkérdőjelezte a Trichozoa és a Percolozoa rRNS alapján történő csoportosítását, és feltételezte, hogy a Carpediemonas három ostora négyostorú ősre utalhat.

### Víztisztítás
Aerob körülmények között a Jakoba libera és a Tremella indecorata képesek a tiocianáttal szennyezett talajvíz megtisztítására aerob körülmények közt.

## Fordítás
Ez a szócikk részben vagy egészben  a   Loukozoa című angol Wikipédia-szócikk ezen változatának fordításán alapul.  Az eredeti cikk szerkesztőit annak laptörténete sorolja fel. Ez a jelzés csupán a megfogalmazás eredetét és a szerzői jogokat jelzi, nem szolgál a cikkben szereplő információk forrásmegjelöléseként.